# Pyrénée (mythologie)
Pour les articles homonymes, voir Pyrénée.
Pyrénée est, dans la mythologie grecque, un roi de Daulis, ville de Phocide, qui fut puni pour avoir voulu violenter les Muses.

## Légende de Pyrénée
Alors que les Muses rejoignaient leur séjour habituel sur le mont Parnasse, en Béotie, elles furent prises dans un orage à proximité de Daulis. Pyrénée leur proposa de se mettre à l'abri dans son palais. Il voulut en profiter pour les violenter, mais les Muses s'échappèrent en s'envolant. Pyrénée essaya de les poursuivre dans les airs, il s'élança du haut d'une tour de son palais, mais il s'écrasa sur des rochers et mourut.
L'histoire est racontée par Ovide, dans les Métamorphoses (V, 274 et suiv.). Ovide précise que Pyrénée s'était emparé de Daulis à la tête de ses soldats thraces et qu'il tenait la cité sous un joug illégitime (iniusta regna).

## Sources antiques
- Ovide, Métamorphoses, V, 274 et suivants.